# C/1825 P1
Komet Pons ali C/1825 P1 je komet, ki ga je odkril francoski astronom Jean-Louis Pons 9. avgusta 1825 v znanosti1825 v Italiji.

## Značilnosti
Njegova tirnica je bila parabolična. Soncu se je najbolj približal 19. avgusta 1825, ko je bil na razdalji približno 0,9 a.e. od Sonca.